# ترشی مخلوط

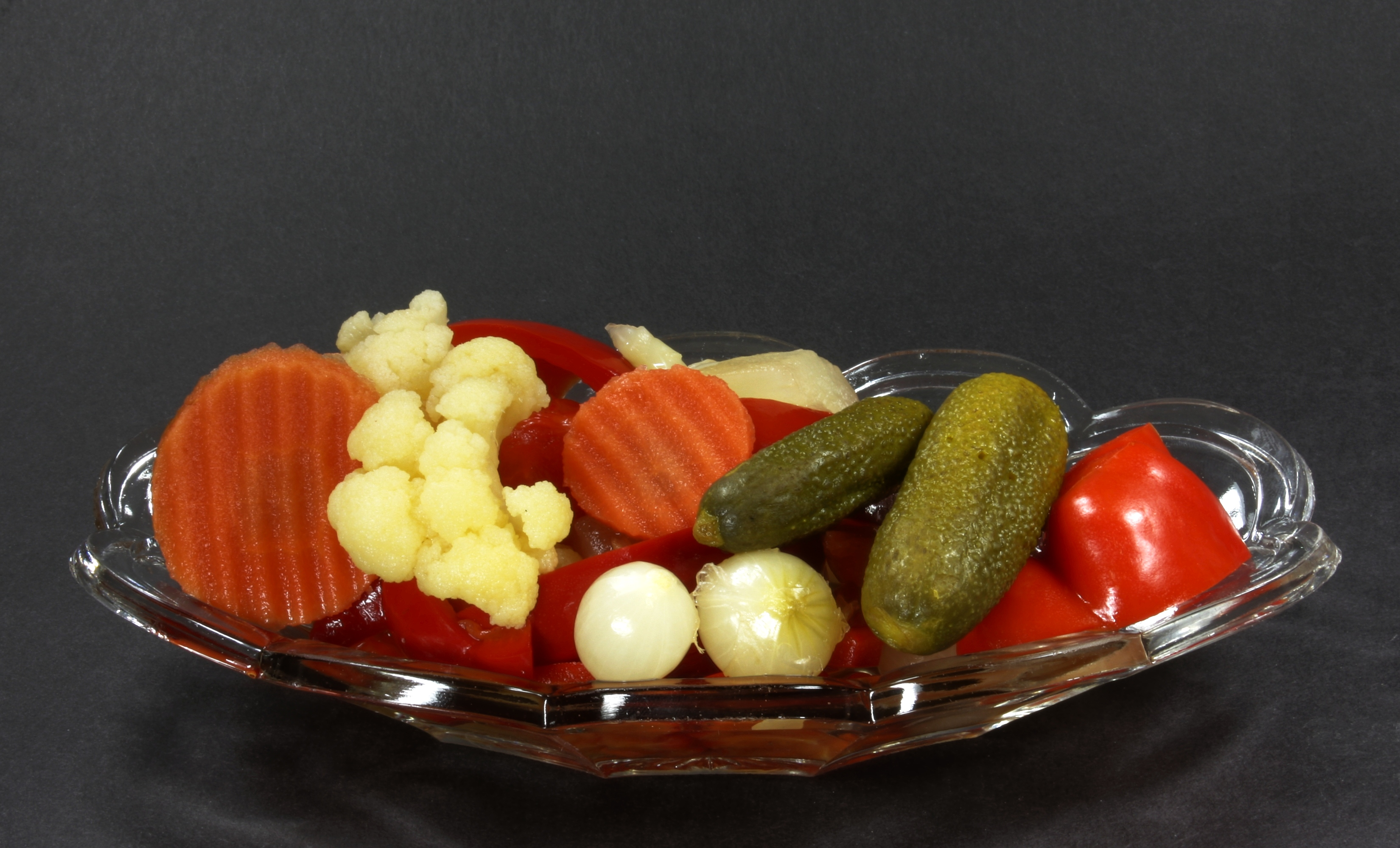
ترشی مخلوط

ترشی مخلوط به ترشی‌هایی گفته می‌شود که از انواع سبزیجات مخلوط شده در همان فرایند ترشی تهیه می‌شوند. ترشی‌های مخلوط مانند سایر ترشی‌ها خورده می‌شوند: در مقادیر کم برای طعم دادن و مزه بخشیدن به غذا. ترشی‌های مخلوط در بسیاری از غذاهای مختلف جهان مصرف می‌شوند.
در غذاهای ایالات متحده، ترشی مخلوط شامل سبزیجاتی است که معمولاً شامل خیار، گل کلم، پیاز درشت خرد شده و فلفل دلمه‌ای و همچنین ادویه‌هایی مانند سیر، شوید، فلفل دلمه‌ای و فلفل تند هستند که در سرکه انداخته می‌شوند. ترشی‌های مخلوط نیز بسته به افزودن یک ماده شیرین کننده مانند شکر، ممکن است به عنوان شیرین یا ترش طبقه‌بندی شوند.
در غذاهای بریتانیایی، ترشی‌های مخلوط معمولاً شامل پیاز کامل کوچک، خیارشور و گل کلم هستند. برخی از انواع خاص ترشی مخلوط بریتانیایی عبارتند از ترشی برانستون ، و پیکالیلی ( که در غذاهای آمریکایی نیز یافت می‌شود).
در غذاهای هندی، ترشی هندی مخلوط بیشتر حاوی میوه‌ها (مثلاً انبه و لیموترش) و همچنین سبزیجات است. ترشی هندی برخلاف ترشی‌های غربی با روغن تهیه می‌شود و بیشتر به جای سرکه از آب لیمو یا اسیدهای دیگر به عنوان ترش کننده استفاده می‌شود. ادویه‌ها و مواد تشکیل دهنده از منطقه ای به منطقه دیگر متفاوت است.
دستور پخت ترشی مخلوط را می‌توان در غذاهای چینی، غذاهای خاورمیانه و بسیاری دیگر از غذاهای جهان یافت.